# 剣扇舞
剣扇舞（けんせんぶ）とは、刀剣または扇子、もしくはその両方を持って舞うこと。特に詩吟に合わせて舞うことを指す。剣詩舞（けんしぶ）、詩舞（しぶ）とも。
剣詩舞という場合、主に剣舞のことを指す。しかし、剣扇舞と剣詩舞は同義で用いられることが多い。

## 演目
詩吟の漢詩の内容によって、主に剣舞を伴う演目、主に扇舞を伴う演目、どちらでも舞うことのできる演目に分けられる。

### 剣舞
- 金州城
- 爾霊山
- 詠日本刀
- 白虎隊
- 残月
- 橋本左内作逸題
- 城山
- 大楠公
- 楠公子に訣るの図に題す
- 八幡公
- 楠公を詠ず

### 扇舞
- 富士山
- 江南春
- 楓橋夜泊
- 名槍日本号
- 水戸八景
- 近江八景
- 九月十日
- 月夜荒城の曲を聞く
- 寒梅
- 雪梅
- 宝船
- 春日山懐古
- 平泉懐古
- 九段の桜
- 峨眉山月の歌
- 芳野懐古
- 青葉の笛
- 桂林壮雑詠
- 祝賀の詩

### 剣扇舞
- 川中島
- 弘道館賞梅花
- 舟由良港に至る